# Tripolsko

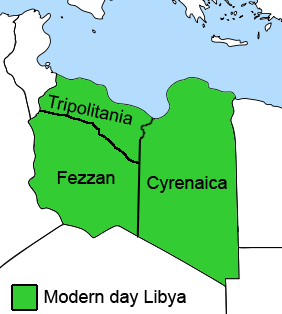
Historické provincie Libye

Tripolsko je oblast na severozápadě Libye, zaujímá pobřeží Středozemního moře od tuniských hranic až k ústí Wádí Zamzam. Velkou část území zabírá úrodná nížina Džaffára. Podél pobřeží od Zuwáry až k Misurátě se táhne nepřetržitý pás oáz 325 km dlouhý a až 35 km široký. Dále do vnitrozemí tato nížina přechází v pahorkatou step. 
Libye nemá žádný stálý vodní tok, pouze početná wádí, která se v období dešťů (zima) částečně naplní vodou, ale jen výjimečně dotečou do Středozemního moře. Největší tripolské wádí je Wádí Sufadždín s délkou 380 km. Libye však disponuje rozsáhlými zdroji podzemní vody, která pochází ze stovky kilometrů vzdálených míst; tyto zdroje jsou doplňovány tropickými dešti a do Libye se dostanou po sklonu geologických vrstev. Toto množství podzemní vody zapříčinilo vznik četných oáz.

## Nejstarší dějiny
- 13 000 – 8 000 př. n. l. V Libyi doložena Iberomaurijská kultura – první homo sapiens v severní Africe
- 7 000 – 4 500 př. n. l. Převládala Capsijská kultura – lidé vysokých postav středomořského typu s negroidní příměsí

## Starověk
Egypťané nazvali původní obyvatele „Lubu“ a Řekové pak „Libyjci“, což byli předkové dnešních Berberů. 
Od 7. století př. n. l. zakládali Féničané a později Kartaginci obchodní kolonie na pobřeží Tripolska (západní Libye). 
Po pádu Kartága (146 př. n. l.) ovládají pobřeží Tripolska Římané. Ti rozšířili bývalá kartaginská města, např. město Oea (dnešní Tripolis). Tripolsko zahrnuli do provincie Africa, a později z něho vytvořili samostatnou provincii Tripolitania s hlavním městem Leptis Magna (až do 5. století n. l.). 
V římském období proběhlo několik povstání, největší zasáhlo celou severní Afriku a to v době vlády císaře Tiberia. Římané dovezli do Tripolska ve 2. až 3. století n. l. ze Sýrie velbloudy, což napomohlo postupnému ovládnutí obchodu přes Saharu.
Od roku 535 n. l. se Libye stala součástí Byzantské říše, ale Tripolsko ovládali místní panovníci uznávaní Konstantinopolí. 
Libye netvořila ve starověku ani ve středověku jednotný politický celek, zvlášť se vyvíjela Kyrenaika (vliv Egyptu), Tripolsko (vliv Tuniska) a nezávisle Fezzán.

## Arabské období
Po smrti proroka Mohameda přišli Arabové do Libye ve třech vlnách. 
Roku 669 – 675 n. l. došlo k trvalému obsazení Tripolska Araby a tím začalo trvalé arabské osídlování. V roce 689 založili v dnešním Tunisku město Kajruván, správní středisko arabské říše Maghrib (severní Afrika). Kajruwánu podléhalo i Tripolsko. Roku 710 Arabové dovršili dobytí Maghribu včetně Tripolska. Celou severní Afriku ovládl umájjovský chalífát se sídlem v Damašku.
Na konci 8. století Umájjovce vystřídala dynastie Abbásovců se sídlem v Bagdádu a na západě arabského světa začaly vznikat celky nezávislé na Abbásovském chalífátu.
Ibráhím Ibn Aghlab, abbásovský místodržící v Tunisku, založil dědičnou dynastii, která jen formálně uznávala chalífy z Bagdádu. K jeho státu patřilo i Tripolsko. 
V polovině 11. století zaplavila celou severní Afriku vlna arabských kočovníků původem z Egypta. Tyto kmeny poštvali Fátimovci na území svých neposlušných vazalů. Kočovný kmen Banu Hilál zpustošil Tripolsko, jelikož přeměnil úrodné oblasti na pastviny svých velbloudů.
Zmatky vyvolané tímto vpádem způsobily hospodářský a kulturní úpadek, z něhož se Tripolsko vzpamatovalo až v polovině 13. století. K malému ekonomickému oživení došlo během okupace Tripolisu Normany ze Sicílie (1146 – 1160), kteří navázali obchodní styky s italskými a španělskými přístavy.

## Osmanské období
Tripolsko leželo uprostřed zápasu osmanského Turecka a Španělska o Středozemní moře.
Roku 1510 Španělé dobyli Tripolis, o 20 let později ho spolu s Maltou předali rytířskému řádu hospitalitů vyhnaných z ostrova Rhodos. 
V roce 1551 dobyl Tripolis turecký korzár Torgut a sultán jej jmenoval bejlerbejem (místodržícím) Tripolska.
Osmané později ovládali severní Afriku od Alžíru až k Egyptu a rozdělili ji na provincie, z níž jednu tvořil Tripolis, kterou do roku 1609 ovládali bejlerbejové jmenovaní z Istanbulu a poradní orgán (díván), který tvořili janičárští důstojníci (vojenská elita osmanské říše). Janičáři téměř okamžitě provedli převrat a až do roku 1711 jmenovali sami místodržícího s titulem dej. Na vládě se podílela i rada korzárských kapitánů. V té době se přístav Tripolis stal jejich baštou a nejednou čelil represivním útokům ze strany Evropanů, s cílem zničit co nejvíce pirátských lodí.

## Dynastie Karamanliů
Roku 1711 získal úřad deje Ahmad Karamanli, turecký jezdecký důstojník. Dokázal uspořádat Tripolsko, ekonomicky ho upevnit a zajistit svému rodu dědičné spravování této provincie. Připojil i Kyrenaiku a vlivu osmanského sultána podléhal jen formálně. Největší výnosy mu přinášelo pirátství, které na jedné straně podporoval a na druhé straně uzavíral s evropskými státy obchodní smlouvy. Dokázal sjednotit kmeny a ochránit tak karavany proti loupežím.
V jeho politice pokračoval jak jeho syn, tak i vnuk. Za jejich vlády pirátství kvetlo. Uzavírali smlouvy s evropskými vládci, kteří Tripolsku platili roční daně za to, že jejich lodě nebudou oloupeny. To však nebylo vždy dodrženo, a tak se Tripolis stal opět terčem preventivních útoků.
V době vlády Júsufa (1796-1832) se Tripolsko stalo významnou silou ve Středomoří a na svou stranu se ho snažil získat jak Napoleon Bonaparte při svém tažení do Egypta, tak i protinapoleonská koalice. Paša Júsuf však dokázal zachovat neutralitu.
V letech 1799-1805 vedly USA s Tripolskem válku kvůli poplatkům za neútočení na jejich lodě. Tento střet byl ukončen kompromisem.
Konec napoleonských válek také znamenal pokles korzárství a ekonomický úpadek Tripolska, Júsuf zavedl nové daně. Následné povstání ho svrhlo. 
Angličané a Francouzi se snažili uvolněný trůn ovládnout. To se však povedlo opět osmanské říši.

## Druhé osmanské období
Roku 1830 Francouzi zabrali Alžírsko, a tak se osmanský sultán rozhodl zabrat Tripolsko. Roku 1835 se bez boje zmocnil Tripolisu, vládnoucí dynastii odvezl do Istanbulu a Tripolsko svěřil tureckému správci válí.
Turecká okupace znamenala úpadek celé provincie a až do 80. let 19. století jí upadající osmanská říše věnovala málo pozornosti. Vlivným se stal mystický sanúsijský muslimský řád, který po celém území zakládal řeholní centra – záwije, která se staly hospodářskými centry.

## Italská kolonizace

vlajka Tripolské republiky (1919-1923)

Na konci 19. století začíná Itálie investovat v Libyi pomocí obchodních a bankovních firem. V roce 1911 využila Itálie napjaté politické situace a předložila Turecku ultimátum s požadavkem odstoupení Tripolska a Kyrenaiky. Krátkou válku ukončil roku 1912 Lausannský mír, po němž Turecko podstoupilo požadované provincie Itálii. Tím skončila čtyřsetletá aktivita osmanské říše v Tripolsku.
Italové však narazili u místních obyvatel na tuhý odpor a po 1. světové válce Libyjským statutem z roku 1918 uznali Tripolské republice autonomii, parlament, zrušení poplatků Itálii a politickou svobodu, dohoda však neznamenala definitivní suverenitu Tripolska, jednalo se o formu protektorátu.
V roce 1922 se stal vládcem Kyrenaiky i Tripolska král Idrís, který měl zaštítit společný postup proti Italům.
Po nástupu fašismu začala roku 1922 nová italská agrese proti Tripolsku a roku 1925 už byla Tripolská republika dobyta Itálií. Roku 1934 Italové sjednotili Tripolsko a Kyrenaiku v celek nazvaný Libye.

## 2. světová válka
Během 2. světové války se území Libye stalo bojištěm. Po porážce Italů v Egyptě roku 1940 přešli Spojenci do protiofenzívy i v Libyi a obsadili Kyrenaiku. Německo však poslalo divizi Afrikakorps generála Rommela, který zabránil úplné ztrátě Libye.
Při obraně města Tobruku bojoval i 11. československý pěší prapor pod velením pplk. Karla Klapálka.
V roce 1942 byla Kyrenaika opět osvobozena a roku 1943 i Tripolsko, německo-italské jednotky byly zdecimovány.

## Poválečná léta
Od roku 1943 byla Libye pod správou spojenců, Tripolsko spravovala Británie.
V roce 1949 se situací v Libyi začalo zabývat OSN.
A na podzim roku 1949 s velkou podporou SSSR a socialistického bloku byla přijata rezoluce Valného shromáždění OSN, která Libyi zaručovala samostatnost od ledna 1952.
Roku 1951 byla schválena federativní ústava sdružující Tripolsko, Kyrenaiku a Fezzán.
prosince 1951 byla oficiálně vyhlášena nezávislost Libye v čele s králem, bývalým emírem Kyrenaiky a představitele sanúsíjského řádu Múhammadem Idrísem I. as-Sanúsím.
1. září 1969 provedla skupina mladších důstojníků pod vedením Muámmara al-Kaddafího vojenský převrat ve městech Tripolis a Benghází a bez většího odporu získali kontrolu nad zemí. Král se v té době zotavoval z nemoci v Řecku. Rada revolučního vedení zrušila monarchii a vyhlásila Libyjskou arabskou republiku. Tu okamžitě uznal SSSR a další socialistické země.
V lednu 1970 se al-Kaddáfí stal předsedou vlády.
V letech 1969-1971 se znárodnily banky a pojišťovny, naftové společnosti. Dále se zkonfiskoval majetek 15 000 italských zemědělců a dalších 30 000 Italů a zabaveno 3000 farem o rozloze 200 000 ha.
V roce 1970 opustily zemi vojenské jednotky USA a Británie.
1973 byla zahájena Lidová a kulturní revoluce, jejíž součástí byla i arabizace (zavření nearabských škol, veřejné nápisy přepsány do arabštiny atd.)
Oficiální název Libye zní Libyjská arabská lidová socialistická džamáhíríja.
Roku 1998 se "Řím a Tripolis dohodly na ustavení dobrých sousedských vztahů vylučujících nepřátelské akty jakéhokoliv druhu. Itálie přispěje k bonifikaci minových polí z druhé světové války v Libyi a postaví v Africe zdravotní středisko pro léčení obětí min. Bude též spolupracovat na zjištění uměleckých děl převezených za fašismu násilně do Itálie. Na druhé straně italským občanům, kteří byli v roce 1969 násilně vypuzeni z Libye, bude umožněno navrátit se do Afriky z pracovních, rodinných či turistických důvodů. Obě země se zavazují spolupracovat při boji proti terorismu, při odzbrojení a při nastolení spolupráce v rámci Středomoří." 
(Josef Kašpar, MF Dnes, 11. 7. 1998)